# Dažnica
Dažnica je naseljeno mjesto u sastavu Grada Dervente, Republika Srpska, BiH. 

## Stanovništvo
| Dažnica            |             |
| Godina popisa      | 1991.       |
| Hrvati             | 244 (95,69) |
| Srbi               | 8 (3,14)    |
| Jugoslaveni        | 0           |
| Muslimani          | 0           |
| ostali i nepoznato | 3 (1,17)    |
| ukupno             | 255         |